# Jens Olsens Verdensur
Jens Olsens Verdensur er et avanceret astronomisk ur (sv), der er opstillet på Københavns Rådhus.
Uret er konstrueret og beregnet af Jens Olsen, der var udlært klejnsmed, men senere lærte urmagerfaget. Han fik også begyndt på konstruktionen af uret, men døde 10 år før det stod færdigt.
Uret består af 12 værker som tilsammen har 14.448 dele. Uret er mekanisk og skal trækkes op en gang om ugen. Det hurtigste tandhjul drejer en omgang på 10 sekunder, det langsomste drejer en omgang på 25.753 år.
Foruden tiden viser uret måne- og solformørkelser, stjernebilledernes placering, og en evighedskalender.
Beregningerne til uret blev lavet frem til 1928, hvorefter de blev kontrolleret af astronomen professor Svante Elis Strömgren. Tegningerne til uret blev lavet 1934-1936, og selve fremstillingen af uret foregik fra 1943 frem til 1955. Uret blev sat i gang 15. december 1955 af Kong Frederik 9. og Jens Olsens yngste barnebarn Birgit.
Efter Jens Olsens død overtog hans nærmeste medarbejder Otto Mortensen de endelige beregninger og tegningsarbejdet. Samme Otto Mortensen stod endvidere for hele byggeriet af det komplicerede urværk, og blev herfor hædret med ordenen Ridder af Dannebrog i 1955.
I 1982 udgav den danske popgruppe Shu-bi-dua albummet Shu-bi-dua 8, der indeholdt sangen "Jens Olsens verdensur". Kim Larsen nævner Jens Olsens verdensur i sangen "En sønderskudt pingvin" skrevet til musicalen Kielgasten i 1989, og udgivet i 1992.
Uret viser følgende:
- Mellemeuropæisk tid.
- Middelsoltid, sand soltid og stjernetid for København samt tidsekvationen og kombinationen af tidsekvation og lokalkonstant.
- Middelsoltid for diverse geografiske længdegrader.
- Stjernernes meridianpassager samt op- og nedgang.
- Nøjagtigheden og disses indvirken på stjernernes op- og nedgang.
- Solens meridianpassager samt op- og nedgang.
- Månens faser.
- Solens og månens geocentriske længder.
- Månebanens leje og og i sammenhæng med det, tidspunkter for kommende sol- og måneformørkelser.
- Månebanens længde.
- De store planeters afstand til solen.
- En helautomatisk gregoriansk kalender som hver nytårsnat klokken 00:00 udregner alle denne kalenders kronologiske elementer, samt begreber som solcirkel, indiktion, guldtal, epakt og søgnebogstav, herefter ugedage og de flytbare helligdage det kommende år (påske, pinse osv.) markeres  i kalenderen.
- Årstal, ugedag, dato, måned og dagens nummer i den 7980-årige julianske periode.